# 11-я добровольческая моторизованная дивизия СС «Нордланд»
11-я добровольческая моторизованная дивизия СС «Нордланд» (нем. 11. SS-Freiwilligen-Panzergrenadier-Division «Nordland») — тактическое соединение (моторизованная дивизия) войск СС нацистской Германии. Сформирована в июле 1943 года. Дивизия воевала на Восточном фронте, в мае 1945 года была разгромлена в Берлине.

## Формирование
Прекрасные боевые качества скандинавских добровольцев 5-й танковой дивизии СС «Викинг» натолкнули рейхсфюpepa СС на мысль о создании в рядах войск СС дивизии полностью из датских и норвежских добровольцев. С этой целью с февраля 1943 года на полигоне СС Графенвёр начался сбор скандинавских добровольцев, предназначенных для новой дивизии. В марте в Графенвёр прибыл полк «Нордланд» из состава дивизии СС «Викинг», а затем и оба добровольческих скандинавских подразделения — Датский добровольческий корпус СС и Норвежский добровольческий легион СС. Также в Графенвёр прибыл запасной батальон германских легионов.
Перечисленные скандинавские подразделения стали основой для германской добровольческой дивизии. 10 апреля 1943 года дивизия получила порядковый номер 11, а в июле и долгожданное название — «Нордланд». Датский добровольческий корпус стал основой для полка «Данмарк», в то время как основная масса чинов норвежского легиона вошла в состав полка «Норге». Оба полка были трёхбатальонного состава, в каждом батальоне насчитывалось по четыре роты. В артиллерийском полку было сформировано четыре дивизиона. В течение лета и осени 1943 года по существующим штатам были сформированы вспомогательные подразделения и тыловые части дивизии. В дивизии было создано танковое подразделение из четырех рот, получившее наименование «Герман фон Зальца» по имени гроссмейстера Тевтонского ордена, жившего в 1170—1239 гг. В октябре 1943 года пехотные полки дивизии получили номера: норвежский — 23, датский — 24, а все вспомогательные части дивизии номер 11. Как и планировалось, новая дивизия стала частью 3-го (германского) танкового корпуса СС.
Кроме норвежских и датских добровольцев, дивизия была пополнена некоторым количеством фольксдойче из Восточной Европы, а также рейхсдойче, в том числе ветеранами Восточного фронта. Так как предназначенные для зачисления в дивизию голландцы были включены в 23-ю добровольческую моторизованную дивизию СС «Нидерланды» и скандинавские соединения понесли тяжёлые потери на Восточном фронте, дивизия в конце концов укомплектована в ноябре 1943 в Хорватии этническими полунемцами и частично немцами смешанного немецко-хорватского происхождения.
Были планы назвать дивизию Боевое соединение «Варэгер», но первоначально назвали Германской добровольческой дивизией СС (SS-Germanische-Freiwilligen-Division), но уже в апреле 1943 года переименовали в «моторизованную (германскую)» дивизию СС (Panzergrenadiere-Division (Germanische). В июле того же года она, наконец, получила практически окончательное название и стала именоваться как «Добровольческая моторизованная дивизия СС „Нордланд“» (SS-Freiwilligen-Panzergrenadiere-Division Nordland).

Флаги национальных легионов, входивших в дивизию
Флаг Финского легиона СС (Finnische Legion)
Флаг Норвежского легиона СС (Norske Legion)
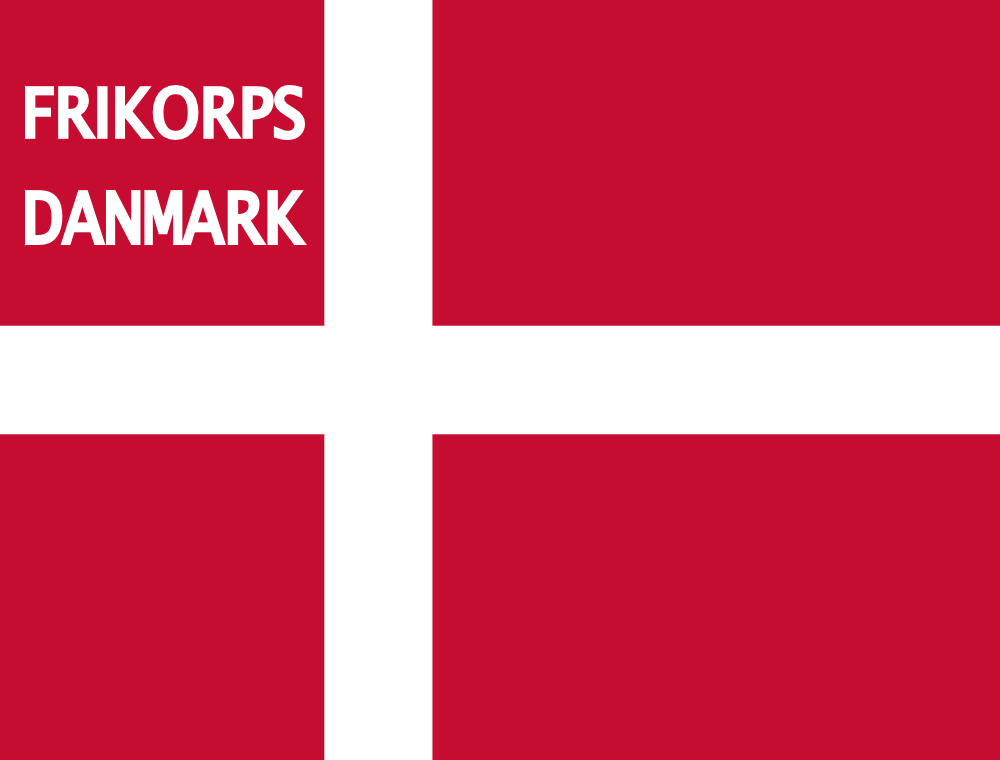
Флаг добровольческого корпуса CC «Дания» (Frikorps Danmark)(Дания)

## Боевой путь

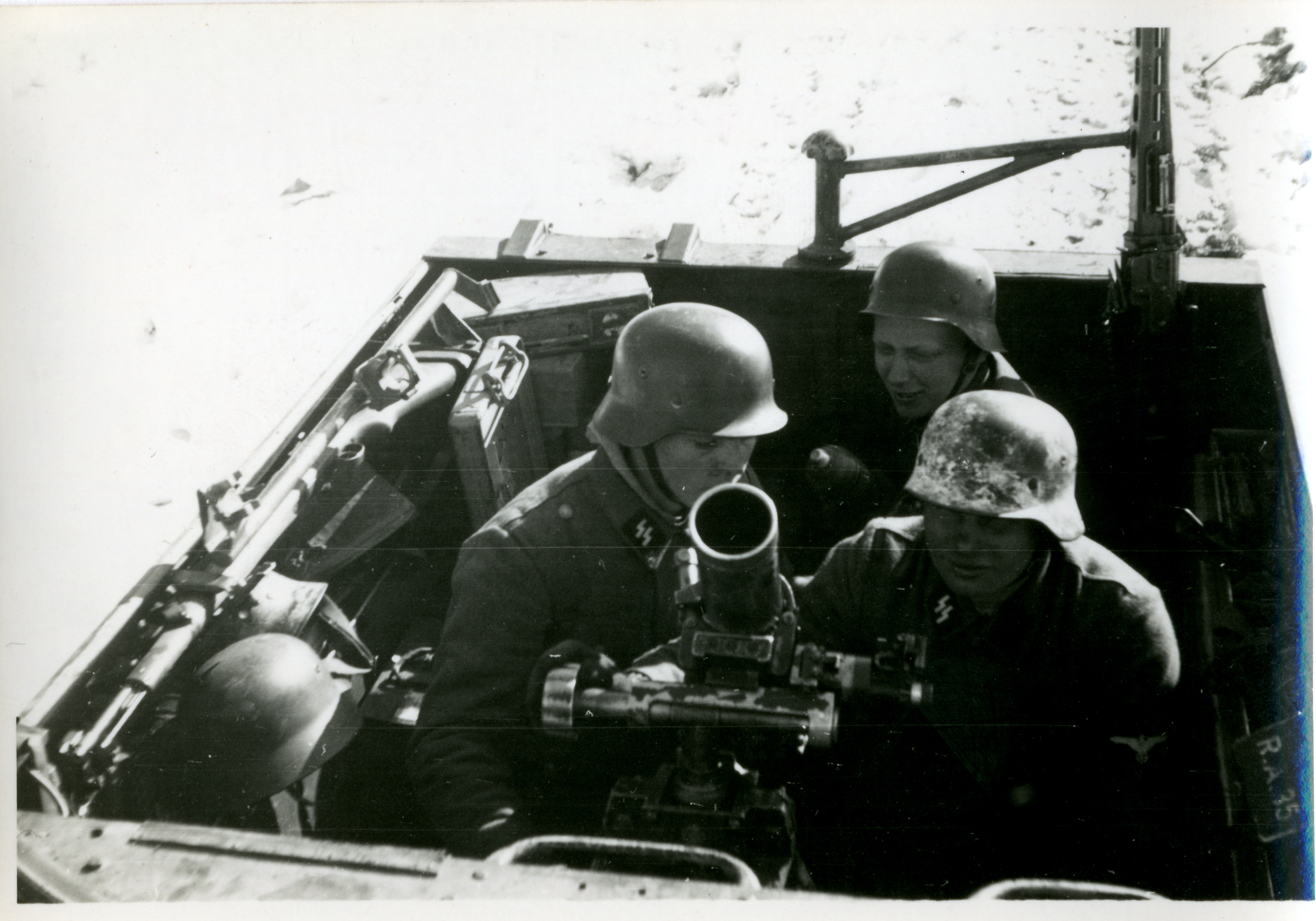
Войска СС на нарвском фронте в 1944 году, одна из машин разведывательного отряда дивизии «Нордланд».

С сентября 1943 года дивизия действовала в Хорватии, где несла охрану различных объектов и боролась против югославских партизан. 23—25 ноября 1943 года полк «Данмарк» участвовал в антипартизанской операции у Глины. Однако уже вечером 25 ноября 1943 года началась отправка частей дивизии на Восточный фронт. В начале декабря первые подразделения «Нордланда» прибыли на Ораниенбаумский участок советско-германского фронта.
В январе 1944 года дивизия воевала в составе группы армий «Север» под Ленинградом. 14 января 1944 года началось мощное контрнаступление Красной армии. На позиции 3-го танкового корпуса СС в течение часа обрушилось 100 000 орудийных снарядов. Несмотря на большие потери, части 11-й дивизии СС стойко защищали свои позиции, а 1-й батальон 23-го полка 15 января 1944 года попытался перейти в контратаку. В результате тяжёлых боёв за Кожерицы в течение января 1944 года были почти полностью уничтожены первые батальоны обоих пехотных полков дивизии.
К 27 января 1944 года части дивизии были сильно истощены и по этой причине начали отход в направлении Нарвы. Достигнув берегов Луги, они окопались у Кингисеппа. На протяжении 29 — 30 января части дивизии участвовали в кровопролитных боях за Кингисепп, после которых отступили за реку Лугу, взорвав за собой мосты. Затем дивизия «Нордланд» продолжила отступление в сторону Нарвы, имея в арьергарде полк «Данмарк». У села Комаровка датские добровольцы долго сдерживали противника и, лишь получив известие о занятии дивизией нового оборонительного рубежа, отступили.
В первые дни февраля 24-й полк совместно с 4-й добровольческой моторизованной бригадой СС «Нидерланды» занял предмостное укрепление на восточном берегу реки Нарва, расположенное напротив города. Полк «Норге» занял линию обороны на юго-западе от Нарвы. Позиция, которую защищал полк, была настолько сильной, что её удалось удерживать в течение месяца. В начале марта советские войска начали новое широкомасштабное наступление. Советское командование планировало прорвать немецкие позиции по обе стороны Нарвы и сбросить германский танковый корпус в море, открыв тем самым дорогу в Эстонию. Нарвская эпопея получила в советской историографии название «битва за Нарву».
К концу апреля 1944 года дивизия «Нордланд» и Германский корпус находились на левом фланге оперативной группы «Нарва». В начале июня 1944 года 24-й полк оборонялся в предместье Нарвы — Долгая Нива, а норвежские добровольцы находились в резерве. 11 июля 1944 года началась новая фаза советского наступления. Пару недель европейские добровольцы сдерживали наступательный порыв советских войск, но затем были вынуждены отступить.
В ночь на 25 июля 1944 года части дивизии оставили Нарву, отступив на заранее подготовленный оборонительный рубеж «Танненберг». Дивизия «Нордланд» заняла оборону на участке автодороги Нарва — Кингисепп. Через два дня был смертельно ранен командир дивизии бригадефюрер СС Фриц фон Шольц, а силы дивизии были выбиты из опорного пункта Ластеколония. Новым командиром дивизии был назначен начальник штаба 3-го танкового корпуса СС бригадефюрер СС Иоахим Циглер.
В августе 1944 года в первую линию обороны были выдвинуты все вспомогательные части дивизии, что дало непродолжительный отдых основным частям. В середине сентября танковый батальон и дивизион штурмовых орудий дивизии были на некоторое время приданы эстонским частям. 18 сентября 1944 года дивизия «Нордланд», прикрываемая эстонскими частями, начала отход и 22 сентября заняла оборону в 30 км северо-восточнее Риги. Позднее дивизия была переброшена на юго-восток от города. В ходе ожесточенных оборонительных боёв части дивизии потеряли большое количество офицеров.
6 октября 1944 года под давлением советских войск немецкие войска начали отступление в Курляндию на заранее подготовленные оборонительные позиции. Части 3-го корпуса СС заняли позицию у города Добеле. Позже части 11-й дивизии СС участвовали в отражении следующего советского наступления, получившего название 2-й битвы за Курляндию. После отражения советского наступления на участке фронта, занимаемого 3-м танковым корпусом СС, на два месяца наступило относительное затишье.
В январе 1945 года Красная армия начала готовить новое масштабное наступление. 20 января советские войска начали наступление на участке дивизии «Нордланд». За несколько дней советского наступления скандинавская дивизия и весь германский корпус СС понесли ощутимые потери и по этой причине были в срочном порядке эвакуированы морским путём из Либавы в Штеттин для восстановления.
По прибытии в Германию началось медленное пополнение дивизии. Количество иностранных добровольцев в частях 11-й дивизии СС резко сократилось, так, к примеру, к февралю 1945 года в дивизии насчитывалось всего лишь сто норвежцев. Основную массу новобранцев составляли фольксдойче, преимущественно из Восточной Европы.
Не успев полностью восстановить свои силы, в феврале 1945 года дивизия получила приказ принять участие в наступлении у Арнсвальда. Дивизия деблокировала окруженный гарнизон Арнсвальда, но затем натолкнулась на непреодолимое сопротивление советских войск. В марте 1945 года дивизия участвовала в тяжелых оборонительных боях в предместьях города Альтдам. После этого дивизия была отведена на пополнение в район Шведта. Здесь в состав дивизии был введен Британский добровольческий корпус.
7 апреля 1945 года дивизия «Нордланд» была вновь введена в бой западнее Шведта. Затем части дивизии приняли участие в боях за Бергхольц. В эти дни в состав дивизии передавались остатки различных частей из армии, флота и авиации. Согласно послевоенному протоколу допроса командующего обороной Берлина генерала Beйдлинга, в составе дивизии к середине апреля 1945 года находилось 11 000 человек.
К 20 апреля 1945 года подразделения дивизии находились на позициях вблизи Берлина. 27 апреля остатки дивизии, сведенные к тому времени в одну боевую группу под командованием штурмбаннфюрера СС Рудольфа Тернедде, отступили в центр Берлина. К 1 мая остатки эсэсовцев участвовали в защите здания рейхсканцелярии. Вечером того же дня группа защитников рейхсканцелярии решила прорваться сквозь кольцо советских войск и сдаться западным союзникам. Большая часть участников прорыва была убита, некоторые попали в советский плен.

## Организация
- 23-й моторизованный полк СС «Норвегия» (SS-Panzergrenadier-Regiment 23 «Norge»)
- 24-й моторизованный полк СС «Дания» (SS-Panzergrenadier-Regiment 24 «Danmark»)
- 25-й добровольческий пехотный батальон СС (SS-Estonische Battalion 25)
- Мотоциклетный полк СС (Kradschützen-Regiment SS-Panzergrenadier-Division 11)
- 11-й танковый батальон СС «Герман фон Зальца» (до 1945 г.) (SS-Panzer-Abteilung 11 «Hermann von Salza» als I. Abteilung)
- 11-й танковый полк СС (с 1945 г.) (SS-Panzer-Regiment 11) состоял из:
  - 11-й танковый батальон СС «Герман фон Зальца» (SS-Panzer-Abteilung 11 «Hermann von Salza» als I. Abteilung)
  - 503-й тяжёлый танковый батальон СС (s. SS-Panzer-Abteilung 503 als II. Abteilung)
- 11-й артиллерийский полк СС (SS-Artillerie-Regiment 11)
- 11-й противотанковый артиллерийский дивизион СС (SS-Panzerjäger-Abteilung 11)
- 11-й дивизион штурмовых орудий СС (SS-Sturmgeschütz-Abteilung 11)
- 11-й зенитный артиллерийский дивизион СС (SS-Flak-Abteilung 11)
- 11-й пионерский батальон СС (SS-Pionier-Bataillon 11)
- 11-й батальон связи СС (SS-Nachrichten-Abteilung 11)
- 11-й полевой запасной батальон СС (SS-Feldersatz-Bataillon 11)
- 11-е управление пополнения войск СС (Kommandeur der SS-Divisions-Nachschubtruppen 11)
- 11-й ремонтно-восстановительный батальон СС (SS-Instandsetzungs-Abteilung 11)
- 11-й медицинский батальон СС (SS-Sanitäts-Abteilung 11)
- 11-й батальон снабжения СС (SS-Wirtschafts-Bataillon 11)

## Подчинение
- сентябрь 1943 года — на формировании во 2-й танковой армии группы армий «Ф» (Хорватия)
- январь 1944 года — III танковый корпус СС группы армий «Север» (Ленинград)
- февраль 1944 года — LIV армейский корпус 18-й армии группы армий «Север» (Ленинград)
- март 1944 года — LIV армейский корпус оперативной группы «Нарва» группы армий «Север» (Нарва)
- апрель 1944 года — III танковый корпус СС оперативной группы «Нарва» группы армий «Север» (Нарва)
- октябрь 1944 года — в резерве группы армий «Север» (Курляндия)
- ноябрь 1944 года — III танковый корпус СС 18-й армии группы армий «Север» (Курляндия)
- февраль 1945 года — III танковый корпус СС 11-й армии группы армий «Висла» (Померания)
- март 1945 года — III танковый корпус СС 3-й танковой армии группы армий «Висла» (Померания)
- апрель 1945 года — в резерве 3-й танковой армии группы армий «Висла» (Одер)
- май 1945 года — LVI танковый корпус (Берлин)

## Командиры
- 22 марта — 1 мая 1943: бригадефюрер СС Франц Аугсбергер
- 1 мая 1943 — 27 июля 1944: группенфюрер СС Фриц Шольц, эдлер фон Раранце
- 27 июля 1944 — 26 апреля 1945: бригадефюрер СС Йоахим Циглер
- 26 апреля — 8 мая 1945 бригадефюрер СС д-р юр. Густав Крукенберг

## Награждённые Рыцарским крестом Железного креста

### Рыцарский Крест Железного креста (27)
- Фриц Бунзе — 30 января 1944 — штурмбаннфюрер СС, командир 11-го сапёрного батальона СС
- Рудольф Заальбах — 12 марта 1944 — гауптштурмфюрер СС, командир 11-го танкового разведывательного батальона СС
- Вальтер Зеебах — 12 марта 1944 — оберштурмфюрер СС, командир 5-й роты 24-го моторизованного полка СС «Данмарк»
- Альбрехт Крюгель — 12 марта 1944 — штурмбаннфюрер СС, командир 2-го батальона 23-го моторизованного полка СС «Норге»
- Георг Лангендорф — 12 марта 1944 — унтерштурмфюрер резерва СС, командир 5-й (тяжёлой) роты 11-го танкового разведывательного батальона СС
- Ханнс-Хайнрих Ломанн — 12 марта 1944 — штурмбаннфюрер СС, командир 3-го батальона 23-го моторизованного полка СС «Норге»
- Арнольд Штофферс — 12 марта 1944 — оберштурмбаннфюрер СС, командир 23-го моторизованного полка СС «Норге»
- Филипп Вильд — 21 марта 1944 — обершарфюрер СС, командир танка в 1-й роте 11-го танкового батальона СС «Герман фон Зальца»
- Хайнц Хэмель — 16 июня 1944 — гауптштурмфюрер СС, командир 2-го батальона 24-го моторизованного полка СС «Данмарк»
- Эгон Кристоферсен — 11 июля 1944 — унтершарфюрер СС, командир отделения 7-й роты 24-го моторизованного полка СС «Данмарк»
- Йозеф Бахмайер — 23 августа 1944 — гауптштурмфюрер СС, командир 2-го батальона 23-го моторизованного полка СС «Норге»
- Альберт Гектор — 23 августа 1944 — обершарфюрер СС, командир взвода 7-й роты 24-го моторизованного полка СС «Данмарк»
- Пауль-Альберт Кауш — 23 августа 1944 — оберштурмбаннфюрер СС, командир 11-го танкового батальона СС «Герман фон Зальца»
- Иоахим Циглер — 5 сентября 1944 — бригадефюрер СС и генерал-майор войск СС, командир 11-й добровольческой моторизованной дивизии СС
- Мартин Гюрц — 23 октября 1944 — гауптштурмфюрер резерва СС, командир 3-го батальона 23-го моторизованного полка СС «Норге»
- Каспер Шпорк — 23 октября 1944 — унтершарфюрер СС, командир орудия в 5-й (тяжёлой) роте 11-го танкового разведывательного батальона СС
- Фриц Кнёхляйн — 16 ноября 1944 — оберштурмбаннфюрер СС, командир 23-го моторизованного полка СС «Норге»
- Зигфрид Люнген — 16 ноября 1944 — гауптшарфюрер СС, командир 6-й роты 23-го моторизованного полка СС «Норге»
- Рихард Шпёрле — 16 ноября 1944 — гауптштурмфюрер резерва СС, командир 2-го батальона 23-го моторизованного полка СС «Норге»
- Фридрих-Вильгельм Карл — 26 декабря 1944 — оберштурмбаннфюрер СС, командир 11-го танкового артиллерийского полка СС
- Герман Почка — 26 декабря 1944 — штурмбаннфюрер резерва СС, командир 3-го дивизиона 11-го танкового артиллерийского полка СС
- Рудольф Ротт — 28 февраля 1945 — оберштурмфюрер СС, командир 1-й роты 11-го танкового батальона СС «Герман фон Зальца»
- Вилли Хунд — 20 апреля 1945 — оберштурмфюрер СС, командир 7-й роты 23-го моторизованного полка СС «Норге»
- Вальтер Кёрнер — 29 апреля 1945 — гауптштурмфюрер СС, полковой адъютант 23-го моторизованного полка СС «Норге» (награждение не подтверждено)
- Карлхайнц Шульц-Штреек — 9 мая 1945 — штурмбаннфюрер резерва СС, командир 11-го батальона штурмовых орудий СС (награждение не подтверждено)
- Альфред Фишер — 11 мая 1945 — штурмбаннфюрер СС, командир 2-го дивизиона 11-го танкового артиллерийского полка СС (награждение не подтверждено)
- Людвиг Хоффманн — 11 мая 1945 — гауптштурмфюрер СС, командир 3-го батальона 23-го моторизованного полка СС «Норге» (награждение не подтверждено)

### Рыцарский Крест Железного креста с Дубовыми листьями (4)
- Фриц фон Шольц (№ 423) — 12 марта 1944 — бригадефюрер СС и генерал-майор войск СС, командир 11-й добровольческой моторизованной дивизии СС
- Альбрехт Крюгель (№ 651) — 16 ноября 1944 — оберштурмбаннфюрер СС, командир 24-го моторизованного полка СС «Данмарк»
- Фриц Фогт (№ 785) — 16 марта 1945 — гауптштурмфюрер СС, командир 1-го батальона 23-го моторизованного полка СС «Норге»
- Пауль-Альберт Кауш (№ 845) — 23 апреля 1945 — оберштурмбаннфюрер СС, командир сводного 11-го танкового полка СС «Герман фон Зальца» (11-й танковый батальон СС и 503-й тяжёлый танковый батальон СС) (награждение не подтверждено)
- Иоахим Циглер (№ 848) — 28 апреля 1945 — бригадефюрер СС и генерал-майор войск СС, командир 11-й добровольческой моторизованной дивизии СС (награждение не подтверждено)

### Рыцарский Крест Железного креста с Дубовыми листьями и Мечами (1)
- Фриц фон Шольц (№ 85) — 8 августа 1944 — группенфюрер СС и генерал-лейтенант войск СС, командир 11-й добровольческой моторизованной дивизии СС